# Ricardo Ornelas
Ricardo Ornelas (* 20. Jahrhundert), auch bekannt unter dem Spitznamen Loco, ist ein ehemaliger mexikanischer Fußballspieler auf der Position eines Verteidigers.

## Laufbahn
Ornelas gehörte zur „Mannschaft der ersten Stunde“ seines langjährigen Vereins Atlas Guadalajara, als dieser am 17. Oktober 1943 sein Debüt (2:4 gegen den Hauptstadtverein CF Asturias) in der neu ins Leben gerufenen mexikanischen Profiliga bestritt.
Als am 5. Dezember 1943 der erste Clásico Tapatío in der mexikanischen Profiliga ausgetragen wurde, unterlief Ornelas bei der 3:7-Niederlage gegen den Stadtrivalen Chivas ein Eigentor.
Ein weiteres Selbsttor unterlief Ornelas am zweiten Spieltag der Saison 1948/49 gegen den León FC gleich in der ersten Spielminute. Mit seinem Tor in der achten Minute brachte Adalberto „Dumbo“ López die Gäste früh mit 2:0 in Führung, so dass es zunächst so aussah, als hätte Ornelas’ Eigentor die Gastgeber auf die Verliererstraße gebracht. Doch je ein Treffer von Juan José Novo und Rodrigo Solano sorgten für den 2:2-Pausenstand, dem in der zweiten Halbzeit weitere sechs Treffer von Atlas (darunter je zwei von Novo und Solano) zu einem 8:2-Kantersieg folgten.
Nach der erfolgreichen Saison 1949/50, in der Ornelas mit dem Club Atlas den mexikanischen Pokalwettbewerb und den Supercup gewann, beendete „Loco“ seine aktive Laufbahn.